# МЗКТ-6001
МЗКТ-6001 (бел. МЗКЦ-6001) — полноприводное колёсное 3-осное шасси, разработанное и производимое Минским заводом колёсных тягачей, белорусским производителем тяжёлой автомобильной техники. На основе этого шасси разработан тактический автомобиль МЗКТ-600103.

## История
Первый образец автомобиля был представлен в Минске на День города осенью 2008 года.
В 2016 году Объединённые Арабские Эмираты заказали партию МЗКТ-600103 и МЗКТ-600203.
На базе шасси МЗКТ-6001 впоследствии была разработана 4-осная версия, унифицированная по узлам и агрегатам с базовой моделью, — МЗКТ-6002.

## Конструкция
Длина — 9010 мм, ширина — 2550 мм, высота — 3425 мм, клиренс — 370 мм (с возможностью регулирования). Автомобиль может быть перевезён самолётами Ил-76, Ан-124, Ан-22, C-130, A400M, C-5, C-17.
В зависимости от пожеланий заказчика шасси может комплектоваться двигателем либо ЯМЗ-7513 (420 л. с.), либо Caterpillar C13 (440 л. с.). В качестве коробки передач может использоваться либо механическая ГМП-400 собственного производства, либо автоматическая Allison 4500SP (6 передач вперёд, 1 назад).
Максимальная скорость — 105 км/ч (с двигателем Caterpillar; максимальная скорость с двигателем ЯМЗ — 90 км/ч), максимальный преодолеваемый подъём — 60%, вертикальное препятствие — 400 мм, боковой уклон — 60%, минимальный радиус разворота — 10 м, преодолеваемый брод — 1,5 м, преодолеваемая траншея — 0,8 м. Запас хода — до 1000 км (в модификации 600103 с двумя топливными баками по 300 л).
Снаряжённая масса шасси — 14 т, масса перевозимого груза — 10 т, полная масса — 24 т. Допустимые осевые массы — 8000 кг на каждую ось. Среди технических особенностей — регулируемое давление в шинах. Масса снаряжённого тактического автомобиля МЗКТ-600103 составляет 16,1 т, грузоподъёмность — 8,7 т, полная масса — 24,8 т, распределение полной массы по осям — по 8,3 т. Подвеска — независимая гидропневматическая.
В модификации 600103 кабина 2-местная, откидывающаяся, оборудована системой кондиционирования и отопления, с люком в крыше. Грузовая бортовая тентованная платформа в модификации 600103 рассчитана на перевозку до 18 человек, имеет смотровые окна, вентиляционные клапаны и откидные скамейки. Автомобиль оборудован электрической лебёдкой с максимальным тяговым усилием в 88,3 кН.